# Hokuto no Ken
Hokuto no Ken (北斗の拳; Punho da Estrela do Norte), conhecido internacionalmente como Fist of the North Star, é uma série de mangás japonesa escrita por Buronson e ilustrada por Tetsuo Hara. Publicado na revista Weekly Shonen Jump de 1983 a 1988, os 245 capítulos foram inicialmente encadernados em 27 volumes tankōbon pela Shueisha. Situado em um mundo pós-apocalíptico que foi destruído por uma guerra nuclear, a história se concentra em um guerreiro chamado Kenshiro, o sucessor de um estilo de arte marcial mortal conhecido como Hokuto Shinken, o que lhe dá a capacidade de matar a maioria dos adversários através o uso dos pontos vitais secretos do corpo humano, muitas vezes resultando em uma morte excepcionalmente violenta e sangrenta. Kenshiro dedica sua vida a lutar contra quem ameaça a vida dos fracos e inocentes, bem como artistas marciais rivais, incluindo seus próprios "irmãos" do mesmo clã.
Hokuto no Ken foi adaptado em duas séries de televisão de anime produzidas pela Toei Animation, que foram ao ar na Fuji TV e suas afiliadas de 1984 a 1988, compreendendo um total combinado de 152 episódios. Vários filmes, OVAs e videogames também foram produzidos, incluindo uma série de spin-offs centrados em outros personagens da história original.
A Obra é considerada, ao lado de Dragon Ball, de Akira Toriyama, um dos percussores para a modernização dos mangás Shounen.

## Mangá
Hokuto no Ken estreou no Japão nas edição 41 da revista Weekly Shōnen Jump publicada em 13 de setembro de 1983 e foi publicado semanalmente até a edição 35 de 1988, com duração de 245 capítulos. Os volumes encadernados originais ou tankōbons de Hokuto no Ken foram publicados sob o selo Jump Comics da Shueisha e teve 27 volumes. Durante a década de 1990, Shueisha reproduziu Hokuto no Ken em 15 edições aizōban de capa dura, bem como 15 edições do formato econômico bunko. Uma edição kanzenban de 14 volumes foi publicada por Shogakukan em 2006 sob o selo Big Comics Selection, apresentando as artes coloridas originais publicadas na Weekly Shōnen Jump. Também foi lançado em 27 edições digitais em e-book. 
Para comemorar o 30º aniversário da série, Tokuma Shoten republicou o Hokuto no Ken em uma Extreme Edition, composta por 18 volumes, publicando duas edições por mês, de 20 de setembro de 2013 a 20 de julho de 2014 (com intervalo de três meses entre janeiro e abril de 2014). Essas Extreme Edition,apresentam novas capas por Tetsuo Hara e reimprime todas as artes originais da série. O col. 11 apresenta um capítulo adicional de Buronson e Hara, originalmente publicado em duas partes nas edições de maio e junho de 2014 da Monthly Comic Zenon, intitulada Hokuto no Ken: Last Piece. O enredo cobre a lacuna entre a derrota de Raoh e reencontro posterior de Kenshiro com o Bat crescido e Rin, centrado em torno de ex-corcel de Raoh Kokuoh e como ele perdeu seu olho esquerdo durante o intervalo de tempo. Ele também apresenta um novo personagem chamado Shōza, filho de Jūza.
No Brasil, o mangá de Hokuto no Ken foi anunciado pela Editora JBC e está sendo publicado desde Julho de 2019..

### Prequel
Em 2001, Tetsuo Hara começou a trabalhar em um prequel de Hokuto no Ken, intitulado Sōten no Ken, que foi publicado na Weekly Comic Bunch até 2010. Ambientado durante a Segunda Guerra Sino-Japonesa em 1935, a história mostra o antecessor de Hokuto Shinken e o homônimo de Kenshiro, Kenshiro Kasumi.

### Spin-offs
Uma série de spin-offs de Hokuto no Ken foram publicados nas revistas Weekly Comic Bunch and Big Comics Superior. Estes títulos foi apelidade Hokuto Gaiden, pois cada título se concentra em um personagem particular de apoio do mangá original. Os seguintes títulos foram publicados até agora:
- Ten no Haō por Youkow Osada. Uma série que foi publicadfa na Weekly Comics Bunch com Reina e Souga da série de filmes The Legends of The True Life. Todos os 42 capítulos (bem como um epílogo de duas partes publicado em algum momento após a conclusão da série) foram encaderados em cinco volumes tankōbon.[11] Foi adaptado para uma série de anime de 13 episódios que foi exibida na Tokyo MX em 2008.
- Jibo no Hoshi de Ayumi Kasai. Publicado na Big Comics Superior em três partes de 10 de março a 14 de abril de 2006 e seis capítulos subsequentes de 9 de março a 8 de junho de 2007. Um único volume tankōbon foi lançado.
- Sōkoku no Garō de Yasuyuki Nekoi. Originalmente começou como duas histórias one-shot separadas que foram publicadas nas edições de 22 de março e 8 de dezembro de 2006 da Weekly Comic Bunch.
- Shirogane no Seija, uma série de Yuka Nagate que começou a ser publicada na edição de 24 de agosto de 2007 da Weekly Comic Bunch.[12]

- Gokuaku no Hana por Shin-ichi Hiromoto, que começou a ser publicada na edição de 26 de dezembro de 2008 da Weekly Comic Bunch.
- Hōkō no Kumo por Kakurai Missile, que começou a ser publicada  na edição de 12 de fevereiro de 2010 da Weekly Comic Bunch.
- DD Hokuto no Ken por Kajio, que começou a ser publicada na edição de dezembro de 2010 da Monthly Comic Zenon.
- Kin'yoku no Garuda de Yoshiji Yamaguchi, que foi publicada  na Monthly Comic Zenon de abril de 2013 a agosto de 2013.[13] * Hokuto no Ken: Ichigo Aji escrito por Yūshi Kawata e ilustrado por Imōto Yukito, que começou a ser publicada em 2013 no site Web Comic Zenyon. [14]

## Anime

### Hokuto no Ken 1
O anime iniciou em 1984, produzido pela Toei Animation e dirigido por Toyoo Ashida. Com 4 sagas totalizando 109 episódios, a série terminou em 1986, correspondendo a primeira parte do manga.
- Número de Episódios: 109
- Números de Sagas: 4
- Exibição: 1984 - 1986

### Hokuto no Ken 2
Em 1987 a Toei Animation lançou outra série chamada Hokuto no Ken 2, na qual contém 43 episódios. A história acontece vários anos após o final da primeira série e corresponde a segunda parte do mangá.
Anos depois Bart e Lynn, bem amadurecidos, estão no controle do "Exército de Hokuto" um exército que combate a tirania do Império Central (Chuou Teitou). Yuria agora está morta e Kenshiro reaparece a partir do deserto para ajudar Bart e Lynn a se tornarem guerreiros. 
O imperador está protegido por generais da  Escola Imperial de GENTO, na realidade, o imperador é a irmã gêmea de Lynn, Loui, que foi presa num cativeiro pelo governador maligno, Jako, que governa em seu lugar. 
Ken irá enfrentar a escola gento e o temível General Falco da Luz Dourada. 
O primeiro general a sucumbir ao punho do Hokuto foi Sorya da Luz Púrpura de Gento que tinha atacado o vilarejo de Mamyia. A seguir luta contra Shoki Luz Vermelha que o deixa entrar na capital imperial. 
Borz, General  da Luz Azul é morto por Ken na capital do império. 
Graças ao sacrifício do caçador de recompensas Ain, Jako é derrotado na batalha decisiva entre Ken e Falco e a luta é interrompida antes da morte de um dos dois bravos guerreiros. Falco mata Jako. 
Ain tinha-se tornado um amigo de Ken.
Ao final da saga do Império Central, Lynn é raptada e levada para o outro lado do mar no país dos Shuras(Shura no kuni).
Falco e Kenshiro vão resgatá-la mas encontram muitos inimigos fortes e o poderoso estilo Hokuto Ryu Ken, utilizado pelos 3 demônios Shura.
A saga do país dos Shuras finaliza a série de tv.
- Número de Episódios: 43
- Números de Sagas: 2
- Exibição: 1987 - 1988

### Hokuto no Ken Movie
Com o sucesso da série para tv, em 1986 foi lançado filme de 110 minutos, que causou polêmica pela dose de violência, livre da censura da tv e mais fiel ao mangá. Acabou chegando ao mercado de vídeo com alguns recursos de "embaçamento" para suavizar certas cenas mais explícitas. A história narra de uma forma diferente o começo do mangá, aproximadamente metade da primeira série, até o primeiro combate entre Kenshiro e Raoh. Alguns detalhes foram modificados para o filme ter uma história mais coerente, deixando de fora personagens importantes.

### Shin Hokuto no Ken
Em 2003, foram lançados três Ovas intitulados Shin Hokuto no Ken, com aproximadamente 45 minutos de duração cada. Os ovas são baseados na novela Jubaki no Machi, escrita por Tetsuo Hara.
Pode se dizer que Shin Hokuto no Ken é a continuação direta de Hokuto no Ken 2.

### Hokuto no Ken - Shin Kyûseishu Densetsu
Em 2005, cinco OVA's começaram a ser produzidos, intitulados Shin Kyûseishu Densetsu. A série é composta por três filmes e dois OVAs, que foram lançados durante um período de três anos entre 2006 em 2008, culminando com o 25º aniversário da franquia.
1. Raoh Gaiden: Junai no Shō - 2006
2. 'Yuria Den - 2007
3. Raoh Gaiden: Gekitô no Shō - 2007
4. Toki Den - 2008
5. Kenshirō Den - 2008

## Hokuto no Ken: Raoh Gaiden Ten no Haoh
Esse OVA conta como Raoh se torna Ken-Oh, o conquistador do fim do século, após a guerra nuclear.
- Número de Episódios: 13
- Exibição: 2008 - 2009

## Live Action - Fist of the North Star
Em 1995, um filme intitulado Fist of the North Star foi produzido pela First Look International (EUA). Ele se refere à primeira saga da série Hokuto no Ken. Apesar da tentativa de obter uma adaptação fiel, as diferenças em relação à série são notáveis. 
Curiosamente, as cenas iniciais do filme são cheias de ação, violência e efeitos especiais. Entretanto, no decorrer do enredo, as cenas de ação e os efeitos diminuem drasticamente. Há quem diga que os produtores utilizaram a maior parte da verba logo no começo da película, o que comprometeu o final da produção.
No Brasil o filme chegou com o nome O Guerreiro da Estrela Polar, e foi exibido algumas vezes nas madrugadas da Rede Globo.
Título: Hokuto no Ken - Fist of the North Star (O guerreiro da estrela polar).
Diretor: Tony Randel
- Kenshiro:Gary Daniels
- Shin:Costas Mandylor
- Julia(Yuria):Isako Washio
- Ryuken:Malcolm McDowell
- Lynn:Nalona Herron
- Bart:Dante Basco

## Personagens
- Kenshiro - O "salvador do fim do século", legítimo sucessor do estilo Hokuto Shinken, escolhido entre os 4 filhos adotivos do Mestre Ryuken. Quando mais jovem, tinha como ponto fraco o excesso de piedade pelos adversários, mas após ser derrotado por Shin e ver sua amada Yuria raptada, seu destino começa a o transformar em um homem mais frio e amargurado.
- Lynn - Menina que ficou muda após ver os pais assassinados por bandidos, volta a falar graças as habilidades do Hokuto Shinken de Kenshiro. Representa uma pequena esperança em um mundo devastado e dominado pelo terror em que muitos já desistiram de viver. Tem uma ligação especial com Kenshiro.
- Bart - Especialista em pequenos furtos e mecânica, o garoto conheceu Kenshiro logo no começo de sua jornada, e passa a acompanhá-lo ao lado de Lynn.
- Yuria - Antiga namorada de Kenshiro e desejada por muitos homens, Yuria faz parte da linhagem do Nanto Sei Ken, as 108 estrelas do Sul que devem ser vigiadas pelo sucessor do Hokuto Shinken. É seqüestrada por Shin, a quem, no entanto, se recusa a amar. Desiludida pelo banho de sangue derramado por Shin em nome do amor que sente por ela, e sem saber se Kenshiro ainda está vivo, aparentemente se suicida pulando do alto da torre de Southern Cross.
- Shin - Um dos Nanto Roku Sei, as seis principais estrelas do estilo Nanto Sei Ken que protegiam o Imperador em tempos remotos. Convencido por Jagi, desafia e vence Kenshiro por se achar mais capaz de proteger Yuria, mas jamais consegue conquistar seu amor. Indiretamente, acaba despertando Kenshiro em direção à sua jornada e seu destino.
- Rei - Ele é um guerreiro do estilo Nanto Suicho Ken e aliado de Kenshiro. Quando o impostor de Sete Cicatrizes matou seus pais e sequestrou sua irmã Airi , Rei abandonou sua humanidade e vagou pelas terras como um lobo solitário, sobrevivendo através de qualquer meio necessário. Rei foi contratado pelo Clã Fang para se infiltrar na aldeia de Mamiya como um dos seus guarda-costas. No entanto, Rei os traiu e ajudou Kenshiro a impedi-los, acreditando que seria mais sensato ficar ao lado do lado mais forte. Depois, Rei foi para o esconderijo dos Presas com Ken e Mamiya para derrotar seu líder. No entanto, os Fangs conseguiram capturar Airi de seus raptores anteriores e a usaram como alavanca para coagir Rei a lutar com Ken por eles. No entanto, Rei e Ken conseguiram enganar o Clã Fang ao atacar os pontos vitais um do outro ao mesmo tempo, colocando ambos em um falso estado de morte. Depois que o Clã Fang foi derrotado, Rei se reuniu com Airi que recuperou sua visão graças à Kenshiro que atingiu seus pontos vitais.
- Raoh - Ele é o mais velho dos irmãos de Hokuto. Com a morte de seus pais, é adotado pelo Mestre Ryuken junto com o irmão Toki, para ser treinado como sucessor do estilo Hokuto Shinken, ao lado de Kenshiro e Jagi. Apesar de muito forte, sua enorme ambição e ideal de usar as técnicas milenares apenas para o próprio benefício o fizeram ser preterido pelo Mestre, que escolheu Kenshiro como sucessor. Anos mais tarde, é conhecido como o "Dominador do fim do século", se auto-denomina Ken-Oh, homem temido por todos e conhecedor de vários estilos de artes marciais. Normalmente é visto montado no cavalo negro Kokuoh-Go, de onde desce apenas para enfrentar os poucos adversários que pensa serem dignos. Aumenta seu império pelo mundo através do medo e mantém a intenção de conquistar o céu e desafiar os Deuses, mas tem Kenshiro em seu caminho.
- Toki - A princípio apenas um observador dos treinamentos de seu irmão de sangue Raoh, com o tempo Toki passa também a praticar o Hokuto Shinken e se torna aquele que talvez seja o maior conhecedor das técnicas, seus efeitos e pontos vitais do corpo envolvidos. Dono do estilo mais calmo e elegante entre os alunos de Ryuken, Sua especialidade é o Hokuto Ujou Ken (北斗有情拳, "Punho Humano da Estrela do Norte") Toki era considerado o mais indicado para ser escolhido sucessor, mas fica com a saúde comprometida ao salvar Yuria, Kenshiro e um grupo de crianças durante o desastre nuclear. Abatido pela doença, Toki viaja pelo mundo com o tempo que lhe resta, ajudando pessoas que necessitam.
- 'Jagi - Mais velho e menos capacitado dos órfãos adotados por Ryuken, Jagi é do tipo que recorre a armas e truques sujos durante as lutas. Apesar de derrotado e superado por Kenshiro inúmeras vezes, Jagi se revela o mais inconformado com a escolha do sucessor do Hokuto Shinken. Humilhado e carregando na cabeça vestígios de um ataque inacabado de Kenshiro, passa a dedicar sua vida tentando arruinar a do irmão adotivo, inclusive roubando sua identidade para sujar o nome do verdadeiro sucessor.
- Dubladores:

Japonês:
Kenshiro:
- Akira Kamiya (Série de TV, Seikimatsu Kyuuseishu Densetsu (1986) vários games)
- Ryo Horikawa (Série de TV e Kenshiro criança).
- Takehito Koyasu (Hokuto no Ken OVA séries)
- Kunihiro Kawamoto (Hokuto no Ken arcade game e Hokuto no Ken OVA Legend Of Heroes).
- Hiroshi Abe (Shin Kyūseishu Densetsu movie séries)
- Eiji Hanawa (Shin Kyūseishu Densetsu movie séries e Kenshiro criança).

Bart:
- Mie Suzuki (Série de TV, Seikimatsu Kyuuseishu Densetsu (1986).
- 'Keiichi Nanba (Bart Adulto em Hokuto no Ken 2).
- 'Daisuke Namikawa (Raō Den: Jun'ai no Shō e Raō Den: Gekitō no Shō).
- Ayumi Tsunematsu (Voz do personagem em 2005 em games de luta de Hokuto no Ken).

Lynn
- Tomiko Suzuki (Série de TV, Seikimatsu Kyuuseishu Densetsu (1986).
- Miina Tominaga(Lynn Adulta em Hokuto no Ken 2).
- Maaya Sakamoto (Raō Den: Jun'ai no Shō e Raō Den: Gekitō no Shō).
- Miwa Kouzuki  (Voz da personagem em 2005 em games de luta de Hokuto no Ken).

## Estilos

### Hokuto Shinken
É uma arte marcial chinesa com mais de 2000 anos, usada por Kenshiro e seus irmãos. Esta técnica resulta normalmente de explosões das partes golpeadas, cabeça, braço, etc. Também pode roubar o controle do corpo do inimigo, pode ser usada em si mesmo para aumentar sua força e curar feridas. A diferença de outras artes marciais como o Nanto Seiken é que só pode existir um sucessor, normalmente é passado de pai para filho ou para outro parente de mesmo sangue. Qualquer outra pessoa que não for escolhida para ser o sucessor deverá renunciar à técnica tendo os ensinamentos apagados de sua memória, ou em último caso, assassinada pelo novo sucessor.

#### Usuários:
Kenshiro - O ultimo Sucessor do Hokuto Shinken, Kenshiro, pune as pessoas com coração de ódio através das suas técnincas, mas quando encontra com pessoas de coração bom, ele usa o Hokuto Shinken para curar-los.
Toki - usuário de um estilo mais pacifista de Hokuto Shinken.
Raoh

### Nanto Seiken
O Nanto Seiken (Punho Sagrado da Estrela do Sul) conta com 108 artes, as quais os seis Nanto Rokusei Ken (Os Seis Punhos do Cruzeiro do Sul) são consideradas as mais importantes. Este estilo se utiliza de golpes que concentram energia para cortar e perfurar seus inimigos. Muitos de seus ataques são tão rápidos que o inimigo não se da conta de que esta morto ate que seu corpo caia em pedaços.

#### Usuários:
Yuria
Shin
Rei

### Hokuto Ryuken
Hokuto Ryuken é uma variação proibida do estilo Hokuto Shinken. Hokuto Ryuken é caracterizada por utilizar a força do ódio. Quem domina os segredos dessa técnica perde todos os sentimentos de amor e compaixão.

#### Usuários:
Mestre Jukei (ジュウケイ) - Foi o único sucessor da escola Hokuto Ryūken, com uma mente brilhante e uma força desproporcional foi mestre de Kaioh, Hyoh, Han (Ronn) e Shachi (Ork). Foi morto em combate por Hyoh. Mas quando ele já estava velho e cansado.
Kaioh (カイオウ) - O primeiro e mais poderoso demônio sobre a face da terra, irmão mais velho de Raoh e Toki. É "realmente implacável", no seu corpo abriga a alma do próprio diabo.
Hyoh (ヒョウ) - O segundo demônio e é o irmão mais velho de Kenshiro e como ele recebeu os ensinamentos da escola hokuto shinken, mas optou por seguir hokuto ryuken. 
Han (ハン) - O terceiro demônio é menos potente diante dos demônios anteriores, mas conta com uma técnica e uma velocidade tremenda. 
Shachi (シャチ) - Shachi, não é um verdadeiro demônio, como Hyoh e o resto, de fato utiliza técnicas de Hokuto Ryūken, mas o seu espírito ainda não foi preenchida pela fúria demoníaca.
Kuroyasha (黒夜叉) - KuroYasha é um lutador da escola Hokuto RyuKen destinado a proteger por toda a sua vida Kenshiro, por algum motivo secreto. 
Ryuo (リュウ) - O mestre e fundador da escola Hokuto Ryuken

## Trilha Sonora

### Abertura
Hokuto no Ken
- Ai wo Torimodose - Crystal King (episódios 01 ao 82).
- Silent Survivor - Kodomo Band (episódios 83 ao 109).

Hokuto no Ken 2
- Tough Boy - TOM*CAT.

Shin Hokuto no Ken
- Lu:na - Gackt.

### Encerramento
Hokuto no Ken
- Yuria…Forever - Crystal King (episódios 01 ao 82).
- Dry Your Tears - Kodomo Band (episódios 83 ao 109).

Hokuto no Ken 2
- Love Song - TOM*CAT (episódios 01 ao 42).
- Yuria…Forever - Crystal King (episódios 43).

Shin Hokuto no Ken
- Oasis - Gackt.

### Movie Singles
Hokuto no Ken
- Purple Eyes - Kodomo Band.
- Heart of Madness - Kodomo Band.

## Jogos eletrônicos
Famicom
- Hokuto no Ken (北斗の拳)(Famicom, por Toei Animation/Shōei System)

1986.08  Japão
- Hokuto no Ken 2 : Seikimatsu Kyuseishu Densetsu (北斗の拳2 世紀末救世主伝説) (Famicom, por Toei Animation/Shōei System)

1987.04   Japão
1989.XX: Fist of the North Star  Estados Unidos
- {[nihongo|Hokuto no Ken 3 : Shin-Seiki Sōzō Seikenretsuden|北斗の拳3 新世紀創造 凄拳列伝}} (Famicom, por Toei Animation/Shōei System)

1989.10   Japão
- Hokuto no Ken 4 : Shichisei Hakenden Hokuto Shinken no Kanata e (北斗の拳4 七星覇拳伝 北斗神拳の彼方へ) (Famicom, por Toei Animation)

1991.03   Japão
Sega Mark III
- Hokuto no Ken (北斗の拳) (Japão: Sega Mark III; Internacional: Master System, por Sega)

1986.07  Japão
1986.XX: Black Belt  Estados Unidos
Mega Drive
- Hokuto no Ken : Shin Seikimatsu Kyuseishu Densetsu (北斗の拳 新世紀末救世主伝説) (Mega Drive)

1989.07  Japão
1990.XX: Last Battle  Estados Unidos
Game Boy
- Hokuto no Ken : Seizetsu Juban Shobu (北斗の拳 凄絶十番勝負) (Game Boy, por Toei Animation/Nintendo)

1989.12   Japão
19XX.XX: Fist of the North Star  Estados Unidos
Super Famicom
- {{nihongo|Hokuto no Ken 5 : Tenma Ryuseiden Ai★Zetsusho|北斗の拳5 天魔流星伝 哀★絶章}] (Super Famicom, por Toei Animation)

1992.07  Japão
- Hokuto no Ken 6 : Gekito Denshoken Haō e no Michi (北斗の拳6 激闘伝承拳 覇王への道)(Super Famicom, por Toei Animation)

1992.11  Japão
- Hokuto no Ken 7 : Denshosha eno Michi (北斗の拳7 伝承者への道) (Super Famicom, por Toei Animation)

1993.12   Japão
Sega Saturn
- Hokuto no Ken (北斗の拳) (Sega Saturn, por Banpresto)

1995.12   Japão
PlayStation
- Hokuto no Ken (北斗の拳) (PlayStation One por Banpresto)

1996.08  Japão
- {{nihongo|Hokuto no Ken : Seikimatsu Kyuseishu Densetsu|北斗の拳 世紀末救世主伝説]] (PlayStation One, por Bandai)

2000.10  Japão
PlayStation 2
- Sega Ages 2500 Séries Vol.11 Hokuto no Ken (シリーズ Vol.11 北斗の拳) (PlayStation 2, por Sega)

2004.03: SEGA AGES 2500  Japão
- Jissen PachiSlot Hisshō Hō! PachiSlot Hokuto no Ken (実戦パチスロ必勝法! PACHISLOT北斗の拳 通常版/限定版) (PlayStation 2, por Sammy)

2004.05  Japão edição normal e limitada
- Jissen PachiSlot Hisshō Hō! PachiSlot Hokuto no Ken Plus (実戦パチスロ必勝法! PACHISLOT北斗の拳 Plus 通常版/限定版)(PlayStation 2, por Sega/Sammy)

2005.02:   Japão edição normal e limitada
- Jissen Pachinko Hisshō Hō! CR Hokuto no Ken (実戦パチンコ必勝法! CR北斗の拳) (PlayStation 2, por Sega/Sammy)

2005.12  Japão Baseado em Denshō & Kyouteki pachinko
Nintendo DS
- ''Jissen PachiSlot Hisshō Hō! PachiSlot Hokuto no Ken DS (実戦パチスロ必勝法! PACHISLOT北斗の拳 DS)(Nintendo DS, por Sega/Sammy)

2005.02   Japão
Sony PSP
- Jissen PachiSlot Hisshō Hō! PachiSlot Hokuto no Ken Portable (実戦パチスロ必勝法! PACHISLOT北斗の拳 ポータブル) (Sony PSP, por Sega/Sammy)

2005.06  Japão
Arcade
- Punch Mania ~Hokuto no Ken~ (パンチマニア ～北斗の拳～)(Arcade, por Konami)

2000.03  Japão
2000.XX: Fighting Mania ~Fist Of The North Star~  Estados Unidos
- Punch Mania ~Hokuto no Ken 2 Gekitō Shura no Kuni Hen~ (パンチマニア ～北斗の拳2 激闘 修羅の国編～)(Arcade, por Konami)

2000.12:   Japão
- Hokuto no Ken (北斗の拳) (Arcade, por Sega)

2005.12  Japão
PC
- Typing Ōgi Hokuto no Ken Gekiuchi (タイピング奥義　北斗の拳　激打) (PC/MAC)

XXXX.XX  Japão
- {{nihongo|Typing Ōgi Hokuto no Ken Gekiuchi SE (PC/MAC)

XXXX.XX: タイピング奥義　北斗の拳　激打 (SE)  Japão
- Typing Haō Hokuto no Ken Gekiuchi 2 (タイピング覇王　北斗の拳　激打) (PC/MAC)

XXXX.XX:  2  Japão
- Typing Shūgyō Hokuto no Ken Gekiuchi Zero (タイピング奥義　北斗の拳　激打 Zero) (PC/MAC)

XXXX.XX  Japão
- Typing Hyakuretsuken Hokuto no Ken Gekiuchi 3 (タイピング百裂拳　北斗の拳　激打 3) (PC/MAC)

XXXX.XX  Japão
- Hokuto no Ken Online (北斗の拳オンライン(仮)) (Windows XP por GungHo Online Entertainment)

2006.XX  Japão
Outros Consoles
- Hokuto no Ken (北斗の拳) (NEC PC-8801, NEC PC-9801, Fujitsu FM-7, por Enix)

1986.05 jogo de aventura em 5 disquetes  Japão
- Hokuto no Ken Mobile (北斗の拳) (i-mode, EZweb, Vodafone, por Square-Enix)

2003.XX  Japão
Serviço esclusivo para o Japão.
- Fist of the North Star: Kens Rage ( Xbox 360 )
- Fist of the North Star: Ken’s Rage 2 (para Xbox 360, PlayStation 3 e Wii U)

## Hokuto no Ken Antivírus
Em 6 de dezembro de 2003, foi lançado no Japão, pela empresa E-Frontier, um antivírus chamado VirusKiller com o tema de Hokuto no Ken. O programa, ao remover o vírus ou um arquivo malicioso, trazia o personagem Kenshiro na tela pronunciando a célebre frase Omae wa mou shindeiru (Você já está morto).